# Черкасова Вікторія Олексіївна
Вікто́рія Олексі́ївна Черка́сова — майор медичної служби, Державна прикордонна служба України, учасниця російсько-української війни.

## З життєпису
Начальник відділення охорони здоров'я відділу забезпечення Луганського прикордонного загону. З перших днів збройного конфлікту виконує бойові завдання.

## Нагороди
8 вересня 2014 року — за особисту мужність і героїзм, виявлені у захисті державного суверенітету та територіальної цілісності України, вірність військовій присязі під час російсько-української війни, відзначена — нагороджена орденом «За мужність» III ступеня.